# 김식 (1482년)
김식(金湜, 1482년 ~ 1520년 5월 16일)은 조선 중기의 문신, 성리학자이다. 본관은 청풍(淸風)으로 자(字)는 노천(老泉), 호는 사서(沙西)·동천(東泉) 또는 정우당(淨友堂)이며, 시호는 문의(文毅)이다.
어려서부터 학문에 열중하여 1501년(연산군 7) 진사가 되었으나, 벼슬에 뜻을 두지 않고 성리학 연구에 몰두했다. 학행으로 중종 초 성균관과 이조판서 안당의 천거로 출사하여 종 6품직인 광흥창주부(廣興倉主簿)에 올랐다. 그 뒤 중종 때 현량과에 급제하여 벼슬이 홍문관직제학·홍문관부제학·대사성에 이르렀다. 성리학에 밝았으며, 조광조 등과 함께 성리학에 입각한 도의정치를 추구하다가 훈구파 및 온건 사림파의 반격에 희생되었다.
기묘사화 당시 절도안치의 처벌이 내려졌고 후에 선산으로 유배가게 되었다. 이후 신사무옥이 일어나 체포를 피해 경상도 거창으로 가서 〈군신천세의〉라는 시를 짓고 자결하였다. 거창 완계서원(浣溪書院) 등에 제향되고, 조선 선조 때 영의정에 추증되었다.

## 생애

### 생애 초반
본관은 청풍이고, 생원으로 예빈시정에 추증된 김숙필(金叔弼)의 아들로 사림파의 대표적 인물 중의 한 사람이다. 어머니는 사천 목씨(泗川睦氏)인데, 학식이 있어서 세간에서는 여자 선비라 불렀다고 한다. 서울에서 자랐으며 어려서 아버지를 여의고 학문에 열중하여 1501년(연산군 7) 진사시에 합격하여 진사가 되었으나, 벼슬에는 관심이 없어 과거에는 나가지 않고 집안에서 성리학 연구에만 몰두하였다. 그 뒤 효령대군의 후손인 왕족 영신군 이이의 딸 전주이씨와 결혼하였다. 영신군은 효령대군 이보의 아들 의성군 이채의 서자였다.
초기에는 관직에 뜻을 두지 않고 글을 가르쳤으며, 그는 문하에 신명인(申命仁), 목세칭(睦世秤), 오희안(吳希顔) 등을 비롯하여 김윤종(金胤宗), 조경(趙瓊), 홍순복(洪舜福), 이세명(李世銘), 윤광일(尹光溢), 신영(申瑛), 김덕수(金德秀) 등의 문인들을 문하에서 길러냈다.

### 천거와 출사
진사시에 입격하여 진사(進士)가 되었으나 그 뒤 관직에 나가지 않다가 정치적 분위기를 일신하고 훈구파 공신세력을 견제하려는 중종의 뜻에 따라, 조광조(趙光祖)·박훈(朴薰) 등과 함께 성균관과 이조판서 안당(安瑭)의 천거로 출사하여 종6품직인 광흥창주부(廣興倉主簿)에 서용되었으며, 이어 형조좌랑·호조좌랑을 지냈다. 응교 한충(韓忠)이 중종에게 진언하기를 "김식은 통하지 못하는 학문이 없으니, 성리학을 진강하는데 그보다 나은 사람은 없습니다."라고 추천하여 다시 사헌부지평이 되었다가 장령 등을 역임하였다.

#### 개혁 정책
그는 조광조·김안국·기준 등과 도학 소장파를 이루어 제도개혁과 교화 시험을 촉진하는 한편, 위훈삭제를 주장하여 중종 반정 때 공신이 된 훈구파 중 위훈자를 가려내, 76인에 대한 공신 자격 또는 원종공신 자격을 삭제하고, 토지와 노비를 빼앗는 등 과격한 정치를 하였다. 그는 당시 사림의 영수로 숭앙받던 조광조와 학문적·인간적으로 깊은 관계를 맺고 있었다.
조광조 등과의 개인적 친분관계와 사림 인맥 등을 바탕으로 하여 그는 훈구세력 제거에 앞장섰을 뿐만 아니라 조광조와 함께 왕도정치의 실현을 위해 개혁정치를 폈는데, 그 내용으로는 미신타파, 향약 실시, 정국공신(靖國功臣)의 위훈삭제(僞勳削除) 등을 시책으로 제시하였다. 또한 미신으로 간주되던 무속과 불교 관련 행사, 불사 등의 금지 역시 적극적으로 촉구하였다.

### 현량과 급제
1519년 4월 조광조·김정(金淨) 등 사림파의 건의로 실시된 현량과에서 장원으로 급제하였다. 이후 벼슬이 대사성에 이르렀다.
당시 현량과의 천거명목에는 성품·기국·재능·학식·행실·행적·생활태도 또는 현실대응의식 등의 일곱가지가 있었는데, 김식은 당시 현량과 급제자 28명 가운데에서도 유일하게 이 7개 항목 모두를 만점을 받아 완벽하게 평가받았다. 이는 당시 사림들로부터의 두터운 신뢰를 얻고 있었고, 또 중앙에 이미 진출해 있던 사림파 중에서도 조광조에 버금갈만한 인물로 평가되고 있었음을 뜻한다.
현량과에 급제한 직후 사림파의 지도자로 올라섰다. 그리하여 그는 현량과 급제 닷새 뒤에 성균관사성으로 승진하였고, 10일 후에는 홍문관직제학(弘文館直提學)에 올랐는데, 그것은 현량과 실시일로부터 겨우 보름 사이의 일이었다. 그런데도 이조판서 신상(申鏛)과 의정부우의정 안당은 이에 만족하지 못하여 대사성에 추천하였으나 중종은 이들의 주청을 물리치고 홍문관부제학에 임명하였다.

### 기묘사화와 최후
그러나 신상과 안당의 재차 상계(上啓)에 의해 마침내 대사성에 임명되었다. 그의 파격 승진에 훈구파와 온건 사림파들은 일부 반발하였다.
마침내 훈구파의 심정, 홍경주, 온건 사림파인 남곤, 김전 등이 기묘사화를 일으키자 조광조 일파에 대한 체포령이 떨어졌다. 그해 11월 기묘사화가 일어나자 절도안치(絶島安置)의 처벌이 내려졌으나, 영의정 정광필(鄭光弼) 등의 비호로 선산(善山)에 유배되었다.
뒤따라 일어난 신사무옥에 연좌되어 다시 절도로 이배된다는 소식을 전해듣고, 체포를 피해 경상도 거창으로 가서 1520년(중종 15) 5월 16일 〈군신천세의〉(君臣千世義) 또는 〈군신천재의 〉(君臣千載義)라는 시를 짓고 자결하였다.
날은 저물어 하늘은 어둠을 머금었는데 / 日暮天含黑

산은 비고 절은 구름 속으로 들어가네 / 山空寺入雲

군신 간의 의리는 천년토록 변치 않으니 / 君臣千載義

어느 곳에 외로운 무덤이 있겠는가 / 何處有孤墳

그는 자신의 종자에게 멀리 떨어진 마을에서 음식을 마련해 오게 시키고는 중종에게 남길 상소문을 몇통 지었다.
망명한 신 식(湜)은 삼가 두 번 절하고 머리를 조아린 채 미천한 신하의 충심을 주상 전하께 토로합니다. 신이 비록 보잘것없으나 그래도 고인이 처신하는데 일정한 법도가 있다는 것은 조금 알고 있습니다. 구차히 살아남는 것이 부끄럽다는 것과 절개를 지키는 것이 훌륭한 일임을 모르는 것은 아니나 수치를 무릅쓰고 굳이 이렇게 하는 것은 흉적이 장차 종묘사직을 위태롭게 할 것을 알기에 보잘것없는 충의(忠義)나마 바치고자 해서입니다. 전하께서는 잠시 살펴주신다면 어찌 신의 마음만을 아시는 데서 그치겠습니까. 심정(沈貞)은 본래 탐욕스러워 만족을 모르는 소인배로 맑은 의론에 용납되지 못하자 가슴에 원한을 쌓고 난을 일으키려는 생각을 품은 지 오래되었습니다. 다만 틈이 없었는데, 조광조가 성상의 인정을 받게 되어 학자들이 모두 추향하고 백성이 칭송하자 드디어 참문을 조작하여 몰래 성상의 뜻을 흔들고, 또 불만을 품은 자들을 모아 마침내 사림의 화를 얽어 만들었습니다.

亡命臣某。謹再拜稽首吐露微臣寸忱于 主上殿下。臣雖無狀。粗識古人行己之有方。非不知偸生之可恥。守節之可尙。必此冒恥而爲之者。見兇賊之將危 宗社。欲效區區之忠義。 殿下少垂察焉。豈特知臣之情而已哉。沈貞本一貪饕無厭小人。不爲淸議所容。積怨于胸。思欲作亂者久矣。第無其隙。因光祖知遇 聖上。學者同趨。小民稱善。乃造讖文。潛撓 上志。又族群不逞。遂搆士林之禍。

남곤(南袞)과 더불어 많은 무사들을 모았으니 그 의도가 어찌 사림들을 제거하는 데에만 그치겠습니까. 조정은 전하의 조정이 아니요, 바로 심정과 남곤의 조정입니다. 전하의 형세가 외롭지 않겠으며, 위태롭지 않겠습니까. 신은 이 때문에 참고서 망명하여 간흉들이 전하를 위협하고 핍박하기를 기다린 것입니다. 그렇게 되면 몸을 일으켜 난국을 구하러 달려가서 전하께서 제게 베푼 세상에 보기 드문 대우에 보답하려는 것이 신의 본뜻입니다.

 게다가 신은 전하께서 조광조를 의심하신 것은 본심이 아니며, 저를 벌하신 것도 본심이 아니라는 것을 깊이 알고 있기 때문에 이렇게 구구하게 말씀을 올리는 것입니다. 전하께서는 미천한 신의 진정을 깊이 헤아려 그 형세를 잘 관찰하신다면 간흉들의 죄상을 알 수 있을 것입니다. 그러나 만일 전하께서 끝까지 깨닫지 못하신다면 조종(祖宗)은 어찌 되며 사직은 어찌 되겠습니까. 이름난 선비를 모두 죽이고도 나라가 존속된 경우는 있지 않습니다. 미천한 제 한 몸이야 불쌍히 여길 것도 없지만 신 때문에 무고한 이에게까지 죄가 미칠 것이니 신은 전하를 위해 영결하고자 합니다.

與南衮多聚武士。其意豈止於翦除士林而已哉。朝廷非 殿下之朝a090_320d廷。乃貞，衮之朝廷也。 殿下之勢。不亦孤哉。不亦危哉。臣故隱忍亡命。而俟奸兇危逼 君上。則挺身赴難。以報 殿下不世之遇。此臣之素志也。且臣深知 殿下之疑光祖非本心也。罪臣亦非本心。故爲此區區也。 殿下深察微臣情素。而觀其勢。則可以知奸兇之情迹。若 殿下終始不悟。則 祖宗奈何。 社稷奈何。盡殺名士而國存者未之有也。微臣一身。非所恤也。以臣之故。延及無辜。臣卽爲 殿下訣。

몇통의 편지를 남긴 뒤 목을 매어 죽었다.
그의 자손들이 김육, 김좌명, 김우명, 김석주 등이며, [현종]]비 명성왕후와 정조비 효의왕후의 직계조상이 된다.

### 사후
종자 도착하니 그는 죽어 있어, 그의 옷 속에서 상소를 찾아내어 현감에게 전달하여 현감이 위에 보고하였다. 시신은 왕명으로 소재한 고을에서 검안하고 바로 옥에 갇힌 처를 풀어주고 재산을 몰수하였다. 그해 6월에 양주군 평구역(平丘驛) 위 금촌면 금촌리(金村里, 현 남양주시 삼패동) 간좌(艮坐)의 언덕에 매장하여다. 상을 치른 사람은 외종사촌 현헌(玄軒) 목세칭(睦世秤)이었고, 문인 구봉(龜峯) 신명인(申命仁)이 애사(哀詞)를 썼는데 송옥(宋玉)의 초혼 (招魂)을 본떠서 지었다고 한다. 비석은 1659년(효종 10년) 9월 4대손 김좌명이 지었다.
그의 묘소는 남양주시 삼패동 산 29-1번지 소쿠리마을 부락 왼쪽 편 산기슭에 위치해 있다. 그의 묘소 근처에는 8대손으로 정조의 장인 김시묵의 묘소가 있고, 김육, 김좌명 등 후손들의 묘역이 조성되어 있다. 묘소 남동쪽으로 한강이 있고, 묘소 뒷산 너머에는 덕소리 시가지가 형성되어 있다.
기묘사화 후에 현량과가 폐지되면서 그의 직첩과 홍패도 환수되었으나 명종 때 복권여론이 나타나면서 복관되었다. 그 뒤 선조 때에 증 이조참판에 추증되었다가 다시 증 의정부 좌찬성에 추증되었으며, 다시 증 의정부 영의정에 추증되었다. 시호는 문의(文毅)이다. 양근(楊根)의 미원서원(迷原書院), 청풍의 황강서원(凰岡書院), 거창의 완계서원(浣溪書院) 등에 제향되었다. 신도비문은 김좌명의 부탁으로 용주 조경이 짓고 썼다.

## 가족 관계
- 증조부 : 김경문(金敬文)
  - 할아버지 : 김질(金耋)
    - 아버지 : 김숙필(金叔弼)
    - 어머니 : 목철성(睦哲成, 사천목씨)의 딸
      - 부인 : 전주이씨
        - 아들 : 김덕수(德秀)
        - 아들 : 김덕순(德純)
        - 아들 : 김덕기(德器)
        - 아들 : 김덕무(金德懋)
        - 자부 : 윤린(尹麟)의 딸
          - 손자 : 김권(金權)

        - 사위 : 손세눌(孫世訥), 우후
        - 사위 : 빈양령 이언수(濱陽令 李彥脩)
- 처증조부 : 효령대군 이보 - 태종의 차남, 세종의 형님, 양녕대군의 동생
  - 처조부 : 의성군 이채
    - 장인 : 영신군 이이, 의성군 - 이채의 서자

## 기타
관료생활 외에도 후학 양성에도 힘을 기울였는데, 그의 문인으로는 신명인(申命仁)·오희안(吳希顔)·목세칭(睦世秤)·김윤종(金胤宗)·조경(趙瓊)·홍순복(洪舜福)·이 중(李 中)·이제용(李齊容)·윤광일(尹光溢)·이세명(李世銘)·신영(申瑛)·김덕수(金德秀) 등이 있다.

## 같이 보기
| - 기묘사화 - 주초위왕 - 조광조 - 김종직 - 김굉필 - 김정 - 남곤 - 정광필 - 안당 - 심정 | - 중종반정 - 위훈 삭제 - 효령대군 - 경빈 박씨 - 희빈 홍씨 - 박원종 - 홍경주 |